# Santapauinda pulchra
Santapauinda pulchra är en svampart som beskrevs av Subram. 1995. Santapauinda pulchra ingår i släktet Santapauinda, divisionen sporsäcksvampar och riket svampar.   Inga underarter finns listade i Catalogue of Life.